# Botakoz Kassymbekova
Botakoz Kassymbekova (kasachisch Ботакөз Қасымбекова; * um 1980 in Kasachstan) ist eine kasachische Osteuropahistorikerin und Hochschullehrerin.

## Leben
Kassymbekova studierte in den 2000er Jahren sowjetische Geschichte und Sozialanthropologie an der American University of Central Asia in Bischkek, Kirgisistan bei Madeleine Reeves. Sie schloss ihr Studium mit dem Bachelor ab.
An der University of Essex machte sie ihren Master. Sie promovierte 2012 am Institut für Geschichtswissenschaften (IFG) der Humboldt-Universität zu Berlin bei Jörg Baberowski mit einer Arbeit zum Thema Despite Cultures. Soviet rule and law in Tajikistan in 1920s and 1930s.
Nach ihrer Promotion war Kassymbekova Postdoc an der Technischen Universität Berlin und am Institute of History and Social Sciences an der Liverpool John Moores University, wo sie über die Geschichte der Sowjetunion in der Nachkriegszeit arbeitete.
Zwischen 2020 und 2024 arbeitete Kassymbekova als wissenschaftliche Assistentin, Dozentin und Juniorprofessorin an der Abteilung für Geschichte der Universität Basel.
Beginnend auf den 1. Oktober 2024 wurde Kassymbekova auf den Lehrstuhl für Osteuropäische Geschichte am Historischen Seminar der Universität Zürich berufen.

## Vorlesungen, Seminare und Projekte
- Geschichte des Stalinismus
- Frauen in der Sowjetunion
- Sozialismus und Dekolonisation
- Einführung in die mündliche Geschichte. Sowjetische Kindheit als Konzept und Erfahrung
- The epoch of the Great: Russian Enlightenment in the 18th century
- Extraordinary lives in Ordinary Times: Ageing after Lenin and Stalin in the Soviet Union[2]

## Forschung
Kassymbekova forscht zur Geschichte der Sowjetunion und Russlands. Ihr besonderes Interesse gilt dem Verhältnis von Russland zu den im Einflussbereich Russlands liegenden Völkerschaften.
Ihre Forschungsergebnisse veröffentlicht Kassymbekova nicht nur in wissenschaftlichen Zeitschriften und Büchern, sondern auch in allgemein verständlicher Form in Tageszeitungen und anderen Medien.

## Bücher und wissenschaftliche Artikel (Auswahl)
- Drinking for the Revolution in Stalinabad Alcohol, Soviet Empire and Discipline at the Festive Table, Historische Anthropologie, 28, Nr. 2, 2020, online
- Understanding Stalinism in, from and of Central Asia: beyond failure, peripherality and otherness, Central Asian Survey, 2017, Band 36, S. 1–18 online
- Despite Cultures: Early Soviet Rule in Tajikistan, University of Pittsburgh Press, 2016, ISBN 978-0-8229-6419-3.
- Collectivization and Social Engineering: Soviet Administration and the Jews of Uzbekistan, 1917–1939. By Zeev Levin. Leiden: Brill, 2015. xii Notes, Slavic Review 76 (4), S. 1106–1108.
- Hotel Dreams: Luxury, Technology, and Urban Ambition in America, 1829–1929, The Journal of Transport History 34 (2), 2013, S. 215.
- 43 Humans as territory: forced resettlement and the making of Soviet Tajikistan, 1920–38 in Movement, Power and Place in Central Asia and Beyond: Contested Trajectories, 2012, S. 43–64.
- The red man’s burden: Soviet European officials in Central Asia in the 1920s and 1930s, Helpless imperialists: Imperial failure, fear and radicalization, 2012, S. 163–186.
- Helpless imperialists: European state workers in Soviet Central Asia in the 1920s and 1930s, Central Asian Survey 30 (1), 2011, S. 21–37.
- Islamic Education in the Soviet Union and its Successor States. Central Asian Studies Series, Jahrbücher für Geschichte Osteuropas, 2011, S. 461–463.

## Veröffentlichungen in Tageszeitungen (Auswahl)
- Warum viele Deutsche Russlandversteher sind und die Russen im Krieg still halten, Interview mit Susanne Lenz, Berliner Zeitung, 5. März 2023,  online
- Europe’s last empire: Putin’s Ukraine war exposes Russia’s imperial identity, Atlantic Council, 1. Februar 2023 online
- How Western scholars overlooked Russian imperialism (Opinion), Al Jazeera, 24. Januar 2023 online
- Quoi qu’en dise Vladimir Poutine, la Russie n’est pas moins prédatrice en Afrique que les puissances coloniales de naguère (Interview), Le Monde, 5. Oktober 2022 online
- Das Herrschervolk regiert noch in den Köpfen zusammen mit Annette Werberger, Frankfurter Allgemeine Zeitung, 23. August 2022 online
- Time to Question Russia’s Imperial Innocence zusammen mit Erica Marat, PONARS Eurasia, April 2022 online